# Boti Bliss
Boti Ann Bliss (Aspen, 23 oktober 1975) is een Amerikaans actrice. Ze is vooral bekend door haar rol Maxine Valera in de televisieserie CSI: Miami, en door haar tijdelijke rol Abbey in de televisieserie Charmed.
- Bibliothèque nationale de France: cb14042074k (data)
- Gemeinsame Normdatei: 102526715X
- International Standard Name Identifier: 0000 0003 7506 0916
- Library of Congress Control Number: no2012098000
- SNAC: w6m62g58
- Virtual International Authority File: 251640885
- WorldCat: E39PBJxhk4rYRy9FYVhBptRVG3